# عید بما
عید بما یا عید بمه در فارسی میانه نیشایم از اعیاد دین مانی است که در سالروز کشته شدن مانی هرساله از سوی مانویان جهان برگزار می‌شد. منابع اسلامی آن را عید گاه و منابع ترکی عید جایدان ثبت کرده‌اند.

## پیشینه
برپایه منابع دوره ساسانی پس از مرگ شاپور یکم ساسانی که حامی و پشتیبان مانی بود بهرام یکم ساسانی فرزند شاپور با تحریک روحانیان زرتشتی و از جمله کرتیر، کشته و در دروازه شهر جندی شاپور یا به روایتی اهواز پوست کنده شده او با پوشال پر و سپس و آویخته شد. به همین مناسبت و با توجه به باورهای مانوی مبنی بر عروج روح بسوی سرزمین روشنایی این روز را روز صعود مانی به درگاه خدا قلمداد کرده و جشن می‌گرفتند.

## مراسم و آیین
مراسم این روز بنظر می‌رسد در آخرین روز ماه روزه آنان بوده و مطابق ماه مارس رومی‌ها قرار می‌گرفته‌است. در این روز در تمام مدت بیست و چهار ساعت بیدار بودند و مراسم احیا را به جای می‌آوردند. نیز آمده که طبقه نیوشایان که پایین‌ترین طبقه دین مانی بوده و تنها بخشی از تمامی عبادات طاقت فرسای را به جای می‌آورده‌اند به پای تخت عیسی که مانی بر آن تکیه می‌زده می‌رفتند و به گناهان خود معترف شده و آمرزش می‌خواستند. در مناطق دیگر هم با در دست گرفتن تصاویری از مانی یاد او را گرامی داشته و ضمن اعتراف و طلب آمرزش یک صندلی نیز در هر محفلی برای مانی خالی می‌گذاشتند.

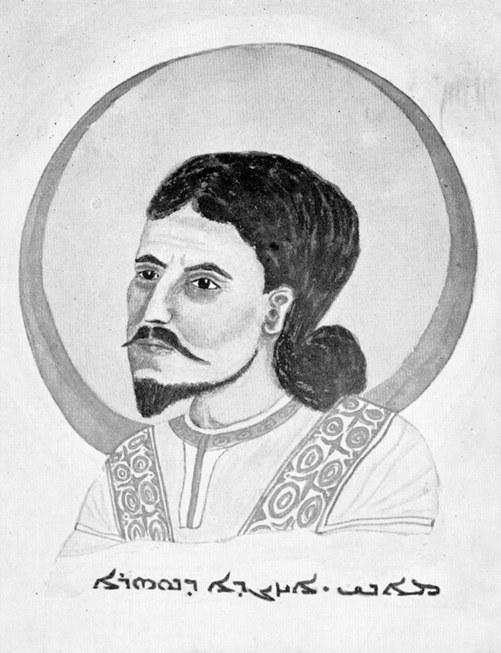
Mani

## ریشه برگزاری
جشن گرفتن سالروز مرگ پیامبر در آیین مانی تفاوت اصلی آن را با سایر باورها نشان می‌دهد. در دین مانی زندگی اسارت نور به صورت روح در ظلمت به صورت جسم است و با مرگ انسان نیک روح از تن جدا گردیده و به سان نور به سوی سرچشمه خود که پدر روشنایی یا نور قدیم و جاودان است رهسپار می‌شود. در متون مانوی راجع به کشته شدن مانی این‌گونه آمده: «او (مقصود مانی است) با شادی بزرگ و با خدایان روشنی‌ها و با نوای چنگ و سرود شادی پرواز کرد . . . و جاودان بماند به نزد یزدان . . . چهار روز گذشته از شهریورماه، شهریور روز، روز دوشنبه، ساعت یازده، در استان خوزستان و به شهر بیل آباد (گندی شاپور)، که او پرواز کرد . . . به سوی سرای فروغ». و بر این اساس صعود روح مانی به سوی خدابخشی از برنامه‌های دینی آنان انجام شده و این نزد پیروان این دین مقدس تلقی شد.